# Oichtenriede
Oichtenriede este o arie protejată (arie de protecție specială avifaunistică — SPA) din Austria întinsă pe o suprafață de 105,45 ha, integral pe uscat.

## Localizare
Centrul sitului Oichtenriede este situat la coordonatele 48°01′19″N 13°02′38″E / 48.0219°N 13.0439°E.

## Înființare
Situl Oichtenriede a fost declarat arie de protecție specială avifaunistică în octombrie 1996 pentru a proteja 35 de specii de animale.

## Biodiversitate
Situată în ecoregiunea continentală, aria protejată nu include niciun habitat protejat.
La baza desemnării sitului se află mai multe specii protejate de  păsări (35): lăcar-de-mlaștină (Acrocephalus palustris), ciocârlie-de-câmp (Alauda arvensis), rață pitică (Anas crecca), rață cârâitoare (Anas querquedula), fâsă de luncă (Anthus pratensis), fâsă de pădure (Anthus trivialis), stârc cenușiu (Ardea cinerea), barză albă (Ciconia ciconia), barză neagră (Ciconia nigra), erete de stuf (Circus aeruginosus), erete vânăt (Circus cyaneus), erete cenușiu (Circus pygargus), prepeliță (Coturnix coturnix), cristeiul de câmp (Crex crex), egretă albă (Egretta alba), presură de stuf (Emberiza schoeniclus), vânturel de seară (Falco vespertinus), becațină comună (Gallinago gallinago), frunzăriță galbenă (Hippolais icterina), sfrâncioc roșiatic (Lanius collurio), sfrâncioc mare (Lanius excubitor), Locustella naevia, gaia neagră (Milvus migrans), gaia roșie (Milvus milvus), culic mare (Numenius arquata), grangur (Oriolus oriolus), viespar (Pernis apivorus), pitulice de munte (Phylloscopus collybita), pitulice-fluierătoare (Phylloscopus trochilus), ciocănitoare verzuie (Picus canus), mărăcinar (Saxicola rubetra), mărăcinar negru (Saxicola torquatus), silvie de zăvoi (Sylvia borin), silvie de câmp (Sylvia communis), nagâț (Vanellus vanellus).
Pe lângă speciile protejate, pe teritoriul sitului au mai fost identificate 11 specii de plante, 3 specii de păsări, 4 specii de amfibieni, 1 specie de mamifere.